# Pygora quatuordecimguttata
Pygora quatuordecimguttata är en skalbaggsart som beskrevs av Ernst Gustav Kraatz 1893. Pygora quatuordecimguttata ingår i släktet Pygora och familjen Cetoniidae. Inga underarter finns listade i Catalogue of Life.